# CB Girona
CB Girona (Club Bàsquet Girona), trenutno Akasvayu Girona, je košarkaški klub iz katalonskog grada Girone, osnovan 1962. godine. Igraju u dvorani Palau Girona-Fontaja koja ima kapacitet od 5500 mjesta.

## Nazivi kluba
- 1987. – 1998. : Valvi Girona
- 1998. – 1999. : Girona Gavis
- 1999. – 2005. : Casademont Girona
- Od 2005. : Akasvayu Girona

## Uspjesi
FIBA Eurokup
- Pobjednik: 2007.

Kup ULEB
- Finalist: 2008.

Katalonska liga
- Pobjednik: 1997., 2007.

## Slavni igrači
- Roberto Dueñas
- Gregor Fučka
- Duško Ivanović
- Raúl López

## Slavni treneri
- Svetislav Pešić

## Poveznice
- www.cbgirona.com/